# Scanning
In het algemeen is scanning of scannen het een voor een overlopen van verschillende mogelijkheden.
Meestal wordt deze term gebruikt voor de techniek die wordt gebruikt door mensen met een zeer ernstige lichamelijke handicap, om een computer te bedienen.
Hierbij worden verschillende mogelijkheden, bijvoorbeeld letters, een voor een overlopen. Dit kan gebeuren op een automatische manier (automatische scanning) of doordat de gebruiker telkens op een schakelaar drukt (stepscanning). Wanneer de gewenste mogelijkheid wordt aangeduid, kan de gebruiker op een functieschakelaar drukken om die mogelijkheid te selecteren. Op die manier is het dus mogelijk met een (automatische scanning) of twee schakelaars (stepscanning) een tekst te typen.
Omdat dit een zeer trage werkwijze is, bestaan er allerhande vormen van scanning die het geheel wat sneller maken, zoals:
- rij-kolomscanning
- blokscanning
- woordvoorspelling
- automatische scanning
- stepscanning

## Gerelateerde onderwerpen
Andere betekenissen waarbij 'scanning' een rol speelt:
- CT-scannen
- scannen van poorten bij computers
- digitale beeldbewerking, zie ook Scanner (grafisch)
- scannen in combinatie met een eenfunctieschakelaar